# Fay-aux-Loges
Fay-aux-Loges é uma comuna francesa na região administrativa do Centro, no departamento Loiret. Estende-se por uma área de 26,5 km². Em 2010 a comuna tinha 3 822 habitantes (densidade: 144,2 hab./km²).